# Terina circumdata
Terina circumdata là một loài bướm đêm trong họ Geometridae.